# Udelfanger Sandstein

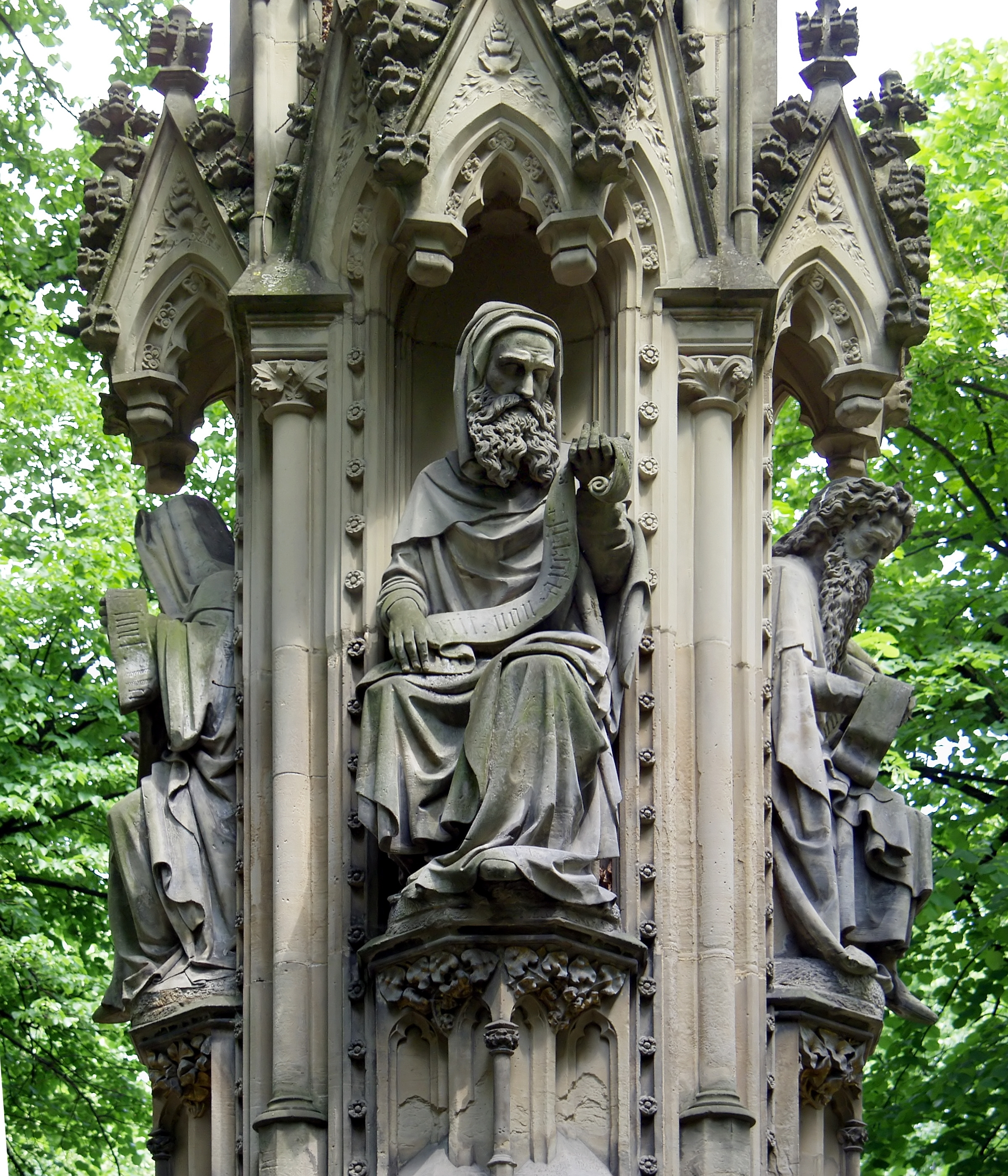
Die Mariensäule in Köln besteht aus Udelfanger Sandstein

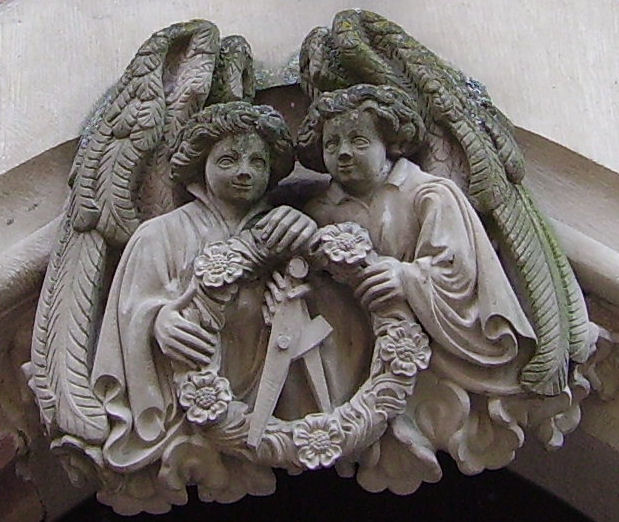
Wappen am Heidelberger Schloss aus Udelfanger Sandstein

Udelfanger Sandstein (auch Muschelsandstein) ist ein hauptsächlich tongebundener Sandstein, der bei Udelfangen in der Nähe von Trier in Rheinland-Pfalz gebrochen wird. Das geologische Alter dieses Sandsteins liegt im Unteren Muschelkalk.

## Vorkommen und Namensgebung
Der Udelfanger Sandstein ist gelblichgrau und grünlich grau, auch weißlich und braungefleckt. Er ist sehr feinkörnig und glimmerführend. In verschiedenen Lagen befinden sich Einlagerungen, die quarzitisch gebunden sind. Die technisch nutzbaren Gesteinslagen sind zum Teil lediglich zwei Meter mächtig. 

## Mineralogie
Der Udelfanger Sandstein ist hauptsächlich tonig, ferner tonig-ferritisch und teilweise kaolinitisch gebunden. Er führt 65 Prozent Quarz, 22 Prozent Gesteinsbruchstücke, 8 Prozent Feldspäte, 3 Prozent Kalk und 2 Prozent Muskovit-Glimmer.
Die Korngrößen liegen zwischen 0,01 und 0,15 Millimeter. Das Gestein ist ein Sedimentgestein (Ablagerungsgestein). Der Udelfanger Sandstein ist gut verwitterungsbeständig und zeigt nach einer Exposition im Freien geringe Absandungen, Abblätterungen und vereinzelt Schalenbildungen.

## Verwendung
Der Udelfanger Sandstein ist ein weicher Stein, der aufgrund seiner Feinkörnigkeit bei Steinbildhauern sehr begehrt war und ist. Er wurde nicht nur regional verbaut, sondern ins Ausland und nach Übersee geliefert. Bauwerke, die aus diesem Sandstein errichtet wurden, sind: Kirchen in Udelfangen und Trierweiler, Brücken von Konz, Ehrang und Merzig, Gymnasium zu Münster in Westfalen, Bahnhof Osnabrück, Justizgebäude in Den Haag, Museum in Harlem, Bahnhof Amsterdam und Landgericht Köln.
Verwendet wurde dieser Grünsandstein vor allem für Massivbauten, Mauersteine, Säulen und Lisenen, Fenster- und Türgewände sowie Treppen und für Bildhauerarbeiten. Am Aachener Dom wurde der Udelfanger Sandstein unter anderen für die Figuren der Matthiaskapelle, für Fialen und Kreuzblumen eingesetzt. Auch im Kölner Dom sowie im Reichstagsgebäude in Berlin wurde der Sandstein eingebaut.